# FIFO и LIFO
FIFO (англ. First In, First Out – «Первым пришёл — первым ушёл») и LIFO (англ. Last In, First Out – «последним пришёл — первым ушёл») — методы оценки товарно-материальных ценностей. При учёте запасов однородного товара, купленного в разное время по разной цене, приходится определять: что выдавать первым; и физически (на складе), и на бумаге (в бухгалтерских книгах). По методу FIFO первым выдаётся самый старый из пришедших товаров, по методу LIFO — самый новый.

## В бухгалтерском учёте
FIFO
В бухгалтерском учёте метод FIFO используется, чтобы определить ценность запасов, поступивших в производство.
FIFO (ФИФО; акроним англ. First In, First Out – первым пришёл — первым ушёл) — метод оценки товарно-материальных ценностей (ТМЦ), при котором первыми выбывают с учёта ТМЦ поставленные на учёт первыми.
Предположим, куплены два принтерных картриджа по 5 рублей штука, затем ещё два таких же по 6. Один картридж израсходовали. Кладовщику не важно, какой отдавать: они одинаковые. Но бухгалтеру важна совокупная стоимость находящегося на складе: стоимость оставшихся трёх картриджей по методу LIFO будет 16 руб., по методу FIFO  17 руб.
LIFO
LIFO (ЛИФО; акроним англ. Last In, First Out – последним пришёл — первым ушёл) — метод оценки товарно-материальных ценностей (ТМЦ), при котором с учёта выбывают первыми ТМЦ поставленные на учёт последними. С 1 января 2015 года метод LIFO для определения размеров расходов исключён из Налогового кодекса РФ. В бухгалтерском учёте метод LIFO не используется с 1 января 2008 года согласно Приказу Минфина России от 26.03.2007 N 26н «О внесении изменений в нормативные правовые акты по бухгалтерскому учету».
В условиях роста цен приводит к системному завышению затрат и уменьшению стоимости остатка ТМЦ (при падении цен — наоборот).
Особенности учёта по методу LIFO было:
- редко учитывается фактическое движение запасов товаров;
- предполагается, что все товары, приобретенные в течение периода, могут быть выставлены на продажу, независимо от даты их покупки;
- запасы на конец периода оцениваются по стоимости первых закупок.

## В складской логистике
Принципы FIFO и LIFO также активно используются в складской логистике.
При помещении товаров на хранение необходимо учитывать принцип складской обработки. Если было несколько поступлений товара, то нужно решить, товар из какой партии будет отгружаться первым. Широко используются два варианта:
- Принцип LIFO предполагает отгрузку в первую очередь товара, который пришёл последним; этот вариант подходит для складов с большими объёмами товаров, если зоны хранения образуют стeк.
- Принцип FIFO означает приоритетную отгрузку товара, пришедшего первым; он используется прежде всего на складах для скоропортящихся товаров и там, где важен срок годности товаров (при этом, он одинаков для разных партий товара: если это не так, то переходят к FEFO).

Но есть товары и условия, для которых требуются другие методы: не по дате прихода, а по дате производства, годности или сроку хранения.

## При грузоперевозках по морю
- FIFO — free in free out — без погрузки и без выгрузки — ставка дается только на морской фрахт, без учета погрузки в порту отправления и выгрузки в порту назначения.
- FIOS — free in out stowed — то же самое как FIFO, только дополнительно исключается стоимость укладки на судне.
- FILO — free in liner out — без погрузки, но с выгрузкой — ставка включает морской фрахт и выгрузку в порту назначения, но не включает погрузку в порту отправления. Идентичны условиям FOB в терминах Инкотермс.
- LIFO — liner in free out — с погрузкой, но без выгрузки — ставка включает погрузку в порту отправления, морской фрахт, но не включает выгрузку в порту назначения.
- LILO — liner in liner out — c погрузкой и выгрузкой — ставка включает погрузку в порту отправления, морской фрахт и выгрузку в стране назначения.